# Пеновски рејон
Пеновски рејон (рус. Пеновский район) административно-територијална је јединица другог нивоа и општински рејон у западном делу Тверске области, на северозападу европског дела Руске Федерације.
Административни центар рејона је варошица Пено. Према проценама националне статистичке службе Русије за 2014. на територији рејона је живело 6.467 становника или у просеку око 2,71 ст/км².

## Географија
Пеновски рејон налази се у западном делу Тверске области, на подручју централног дела Валдајског побрђа и обухвата територију површине 2.385 км² што га сврстава на 18. место по величини територије међу Тверским рејонима. Граничи се са Осташковским рејоном на истоку, на југоистоку је Селижаровски, а на западу и југозападу Андреапољски рејон. На северу је Марјовски рејон Новгородске области.
Територија Пеновског рејона припада сливовима Волге, односно Каспијског језера и Западне Двине, односно Балтичког мора, а развође између два слива налази се на југу рејона. У источном делу рејона налази се горњи ток реке Волге, односно Горњоволшка језера Пено и Вселуг целом својом површином, најјужнији део језера Стерж и најзападнији део језера Волго. Најважније притоке Волге на подручју овог рејона су Жукопа и Куд. На југозападу рејона налази се акваторија језера Охват из чијег југозападног дела отиче река Западна Двина. Јужни део територије је јако замочварен.

## Историја
Пеновски рејон успостављен је 1929. године из делова територије некадашњег Осташковског округа и првобитно је био део Западне области. У границама Калињинске (данас Тверске) области је од њеног оснивања 1935. године. Од августа 1944. до октобра 1957. био је делом Великолушке области. Привремено је био распуштен од фебруара 1963. до децембра 1973. године.

## Демографија и административна подела
Према подацима пописа становништва из 2010. на територији рејона је живело укупно 6.864 становника, док је према процени из 2014. ту живело 6.467 становника, или у просеку 2,71 ст/км². Око 65% популације је живело у административном центру рејона.
| 1959. | 1970.  | 1979.  | 1989.  | 2002. | 2010. | 2014.  |
| ----- | ------ | ------ | ------ | ----- | ----- | ------ |
| ---   | 20,164 | 11.702 | 10.291 | 8.523 | 6.864 | 6.467* |

Напомена: * Према процени националне статистичке службе.
На подручју рејона постоји укупно 136 насељених места подељених на укупно 7 општина (6 сеоских и 1 градска). Административни центар рејона је варошица Пено.

## Саобраћај
Преко територије рејона пролази железничка пруга на релацији Бологоје—Великије Луки и друмски правац Андреапољ—Пено—Осташков.